# Clubiona inquilina
Clubiona inquilina là một loài nhện trong họ Clubionidae. Loài này được phát hiện ở Borneo.